# Národní park Vašlovani
Národní park Vašlovani (gruzínsky ვაშლოვანის სახელმწიფო ნაკრძალი, Vašlovanis sachelmzipo nakrdzali) je přírodní národní park v kraji Kachetie, okres Dedopliscqaro, jihovýchodně od města Dedopliscqaro na jihovýchodě Gruzie při hranici s Ázerbájdžánem.

## Historie
První chráněné území dnešního Národního parku Vašlovani bylo zřízeno v roce 1935 z iniciativy dvou gruzínských přírodovědců (Niko Ketschoveli a Vasil Gulisašvili) za účelem ochrany ojedinělé flóry. V dubnu 2003 byla ochrana rozšířena na rozlohu národního parku 251,14 km², jehož centrální část o rozloze 84,80 km² získala statut IUCN kategorie Ia (přísně chráněná rezervace).

## Geografie

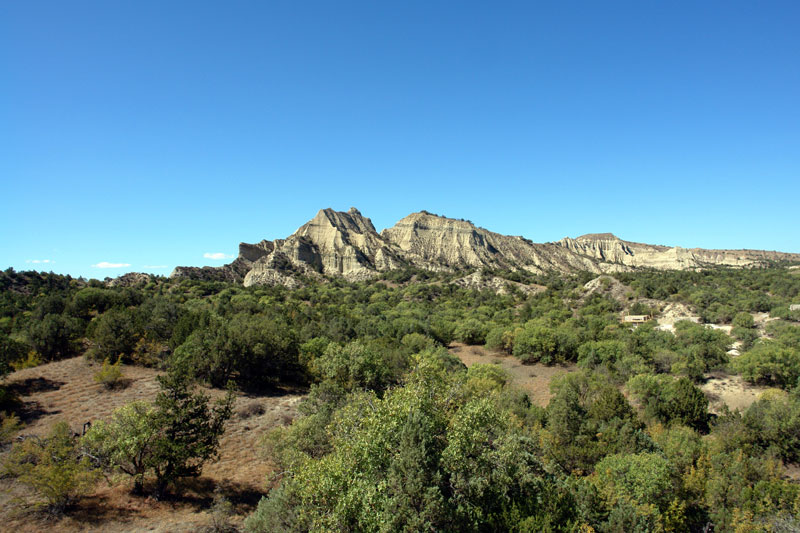
Národní park Vašlovani

Polopouštní oblast se suchým klimatem a bizarními horskými útvary, které připomínají Badlands v USA. Kromě toho jsou zde i řídké lesy a houštiny. Nadmořská výška kolísá mezi 150 a 600 m. Východní hranici parku a současně hranici s Ázerbájdžánem tvoří řeka Alazani.

## Fauna
V roce 2003 byly nalezeny stopy samce levharta perského (Panthera pardus ciscaucasica). V následujícím roce se podařilo tohoto levharta zachytit fotopastí. Sledován byl do roku 2009, pak se již neobjevil. K celkem 46 druhům savců patří též šakal, liška obecná, vlk, rys ostrovid, medvěd hnědý, kočka bažinná, dikobraz a gazela.
Z ptactva zde hnízdí např. orel královský, sup hnědý, sup bělohlavý, moták pochop, bažant obecný a vzácný frankolín obecný (Francolinus francolinus). Známá je tzv. vlaštovčí stěna - útes na kterém hnízdí velké kolonie vlaštovek.
Suchá krajina dává životní prostor pro 25 druhů plazů, např. želvu žlutohnědou, hroznýška tureckého, zmiji levantskou a hroznýška tureckého.

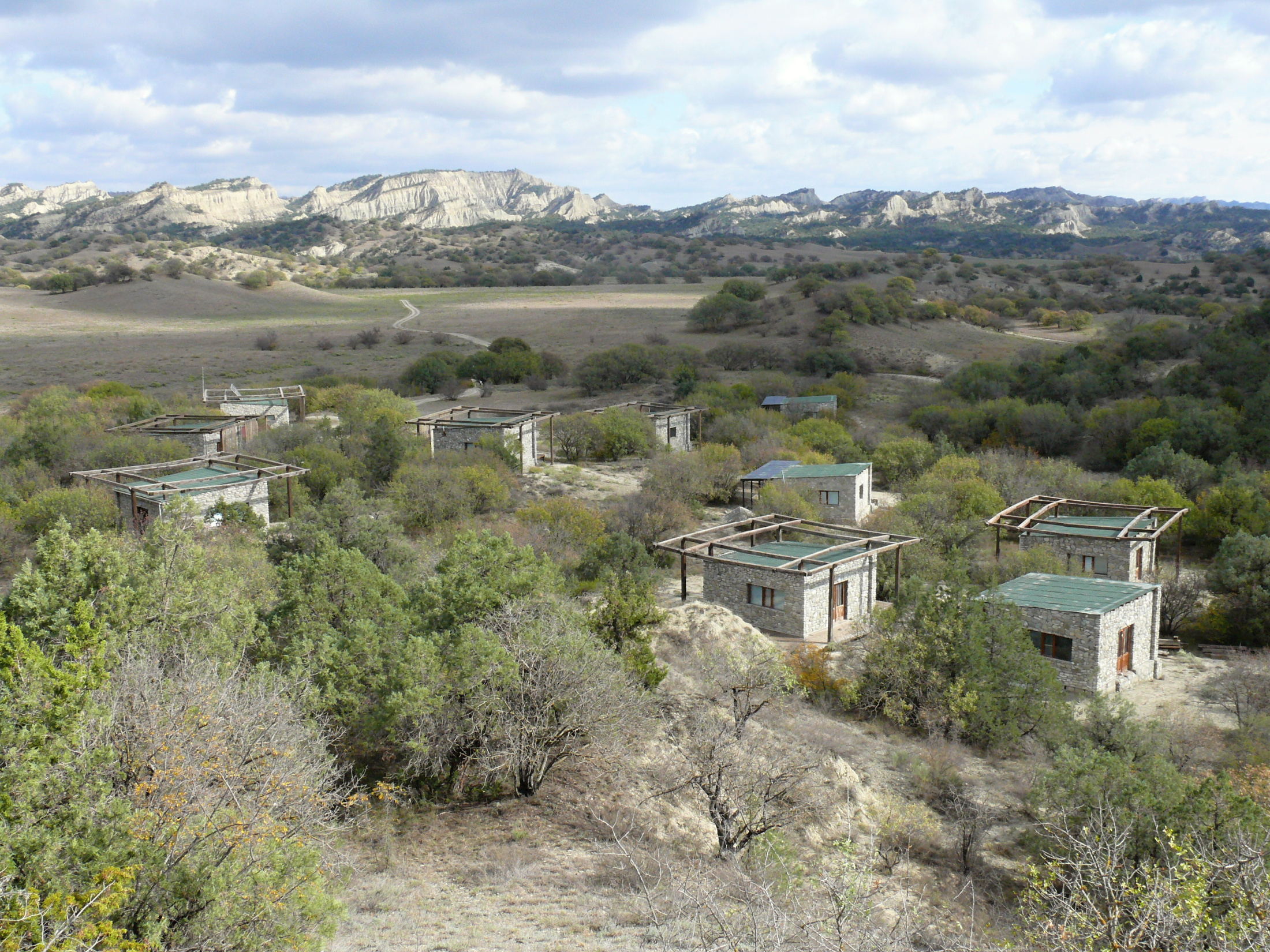
Centrální turistické centrum s ubytováním

## Flóra
Nachází se zde vzácná divoká pistácie (Pistacia mutica) a pivoňka (Paeonia maiko), 7 druhů orchidejí, gruzínský kosatec (Iris iberica) a Eichlerův tulipán (Tulipa eichler).

## Turistika
V národním parku Vašlovani jsou 2 turistické trasy pro pěší, 2 trasy pro automobily a 1 hipostezka. Pro několikadenní túry je k dispozici síť turistických center s ubytováním. Centrální část IUCN kategorie Ia (přísně chráněná rezervace) není veřejnosti přístupná. Hraniční řeka Alazani je pro rafting celoročně splavná.